# Schiavi di Abruzzo
Schiavi di Abruzzo è un comune italiano di 604 abitanti della provincia di Chieti, in Abruzzo.

## Geografia fisica
Il paese sorge nella propaggine meridionale della regione, al confine con il Molise, dal quale è separata dal fiume Sente, ed è tradizionalmente considerato parte del Sannio. Il centro comunale è posto a 1172 m s.l.m., su uno sprone nel versante meridionale del monte Pizzuto, non lontano dal fiume Trigno; il territorio è suddiviso in nove contrade (Taverna, Cannavina, Salce, Casali, Valli, Valloni, San Martino, Badia, Cupello). Numerosi terremoti hanno colpito nei secoli il territorio comunale, tra cui il terremoto della Maiella del 1706 che causò la rovina di alcuni edifici.

## Storia
Diversi insediamenti protostorici sono stati rinvenuti nei territori corrispondenti all'attuale Schiavi d'Abruzzo e nelle sue frazioni. Si suppone che la località, situata a poca distanza dall'antica Terventum e da Pietrabbondante, nel VI secolo a.C. si trovasse nel territorio dei Pentri, una delle quattro popolazioni sannitiche di origine Sabella (oltre a Carricini, Caudini e Irpini). La loro presenza è testimoniata dal ritrovamento di alcuni edifici sacri (i cosiddetti "Templi Italici") nella frazione Taverna, in località Torre. In epoca romana, alcune iscrizioni lasciano intendere che sia stato sede di municipio, ascritto alla tribù Voltrina.
Il toponimo Sclavi, che per la prima volta è citato in un documento dell'anno 922, è stato associato alla presunta fondazione del borgo da parte di abitanti di origine slava.
Ai tempi dei Normanni esso divenne feudo di Roberto da Sclavo. Si ritiene che dal XVIII secolo sino all'eversione della feudalità nel Regno di Napoli il paese sia stato possedimento della famiglia Caracciolo, ramo di Santobuono. Primo conte di Schiavi fu infatti don Alfonso Caracciolo (1603-1660), terzo principe di Santobuono. 
Nel corso della seconda guerra mondiale, il territorio schiavese si trovò non lontano dalla linea Barbara e divenne presto una trincea-osservatorio per le truppe tedesche, che si resero protagonisti di uno scontro a fuoco con la popolazione locale, durante la quale si contarono alcune vittime e danni materiali. Nel 1943 alcuni anarchici nei territori di Schiavi d'Abruzzo, Salcito e Trivento diedero vita ad una formazione partigiana denominata Banda Porfirio.

### Simboli
Lo stemma e il gonfalone del comune di Schiavi di Abruzzo sono stati concessi con decreto del presidente della Repubblica del 22 luglio 1991.
Nello stemma sono raffigurate le tre antiche torri di ingresso al paese. Il gonfalone è un drappo partito di bianco e di rosso.

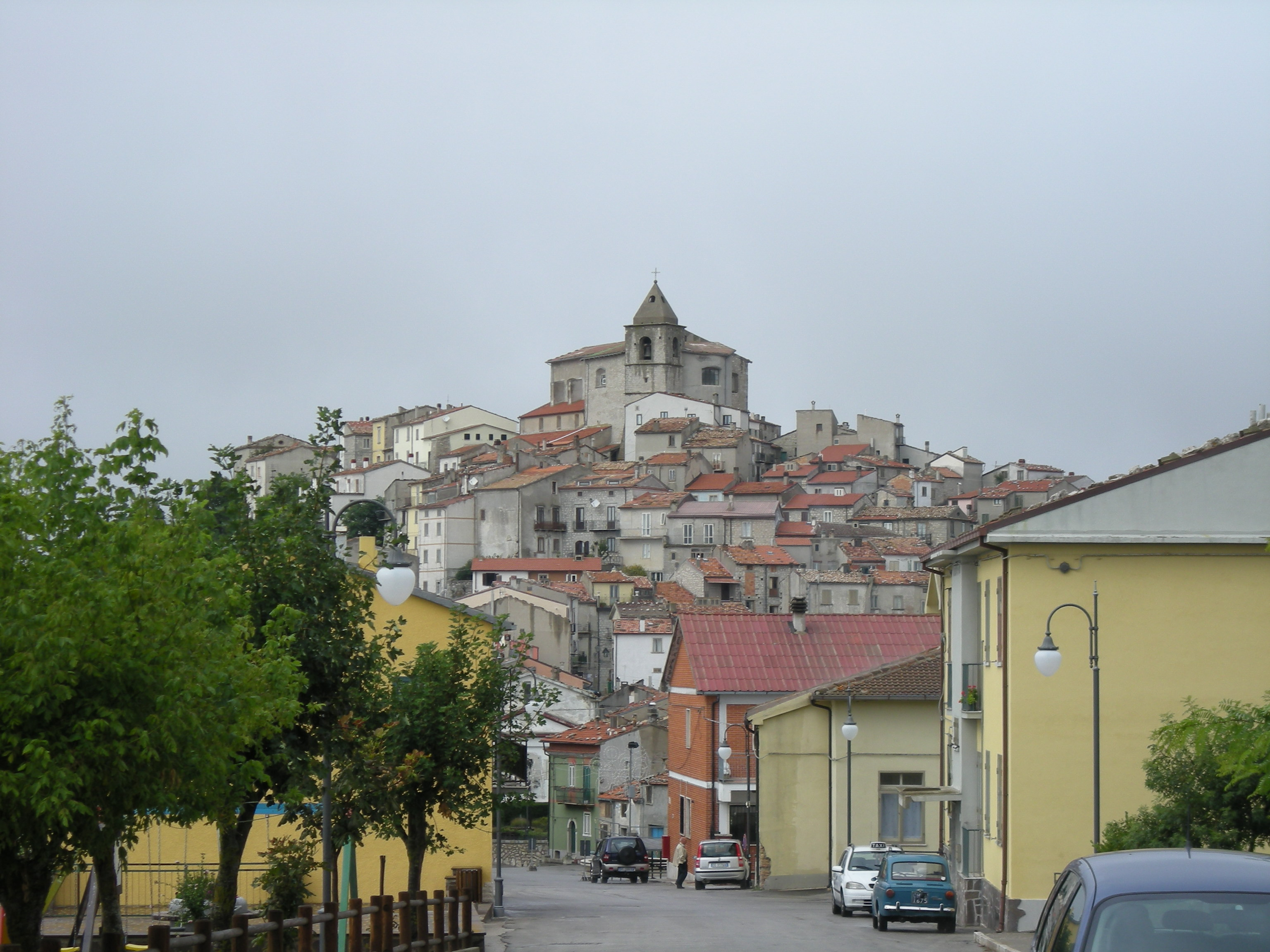
Vista dalla passeggiata panoramica "La Rotonda"

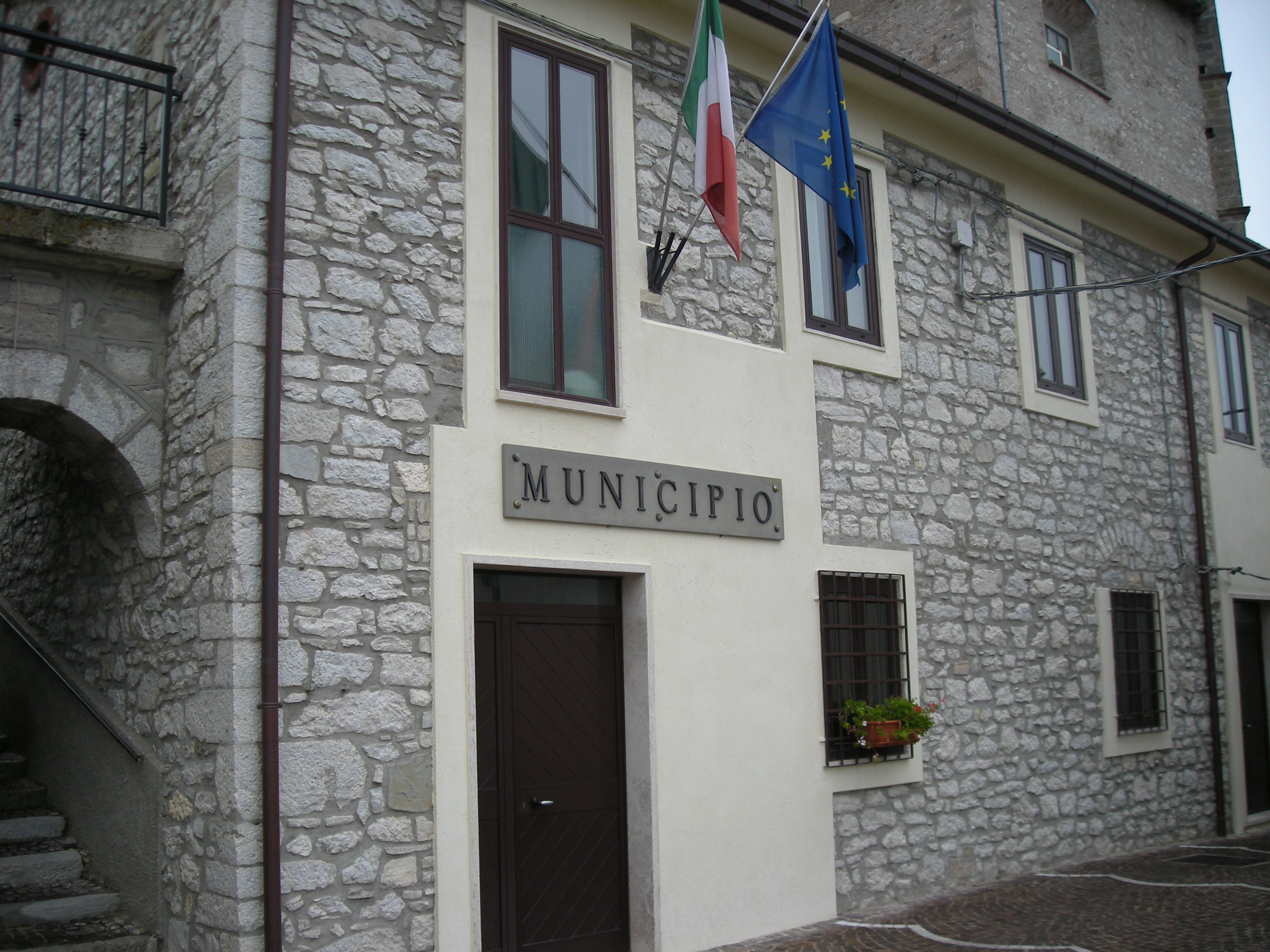
Municipio

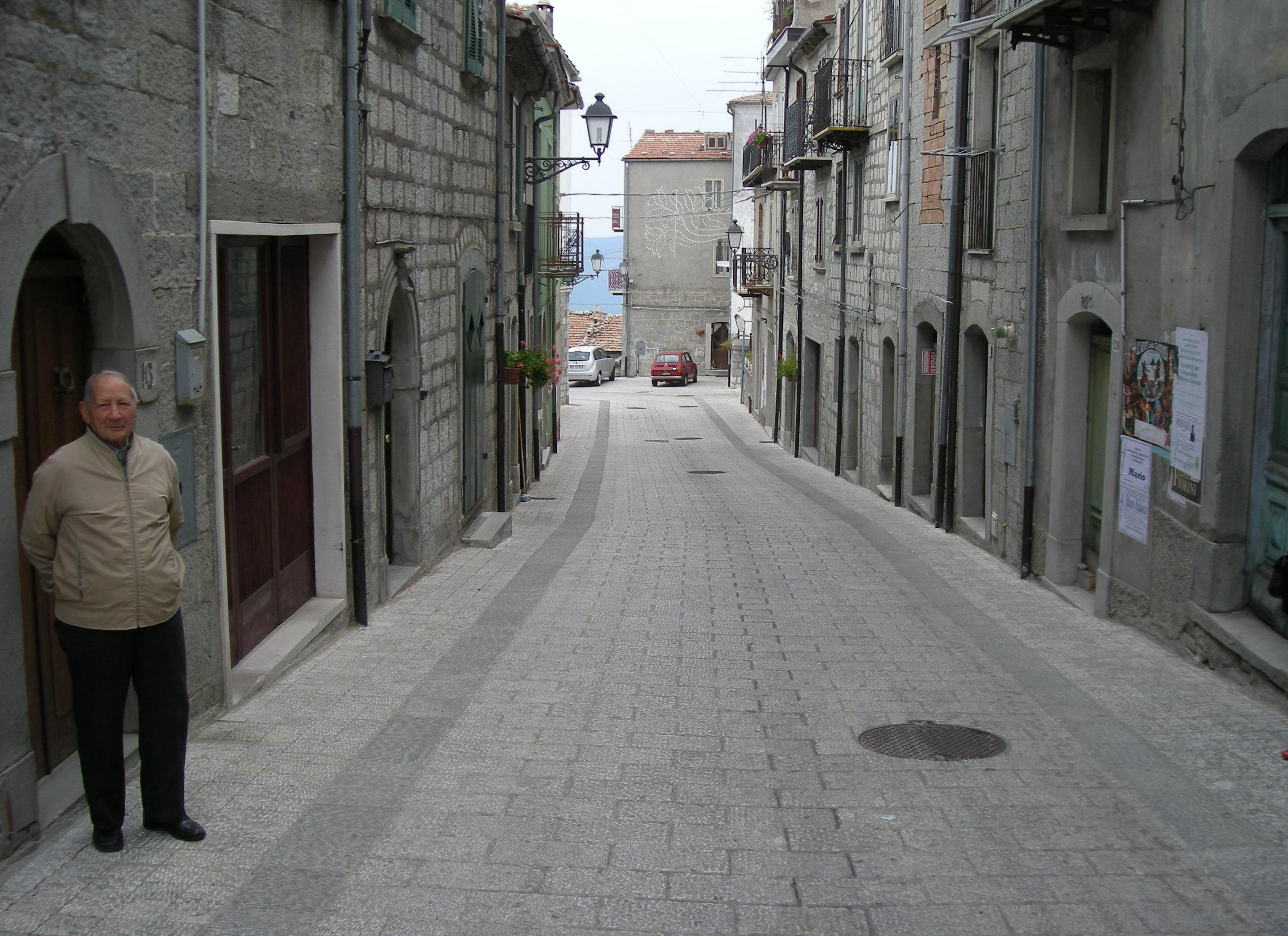
Via Umberto I, una delle vie principali del paese

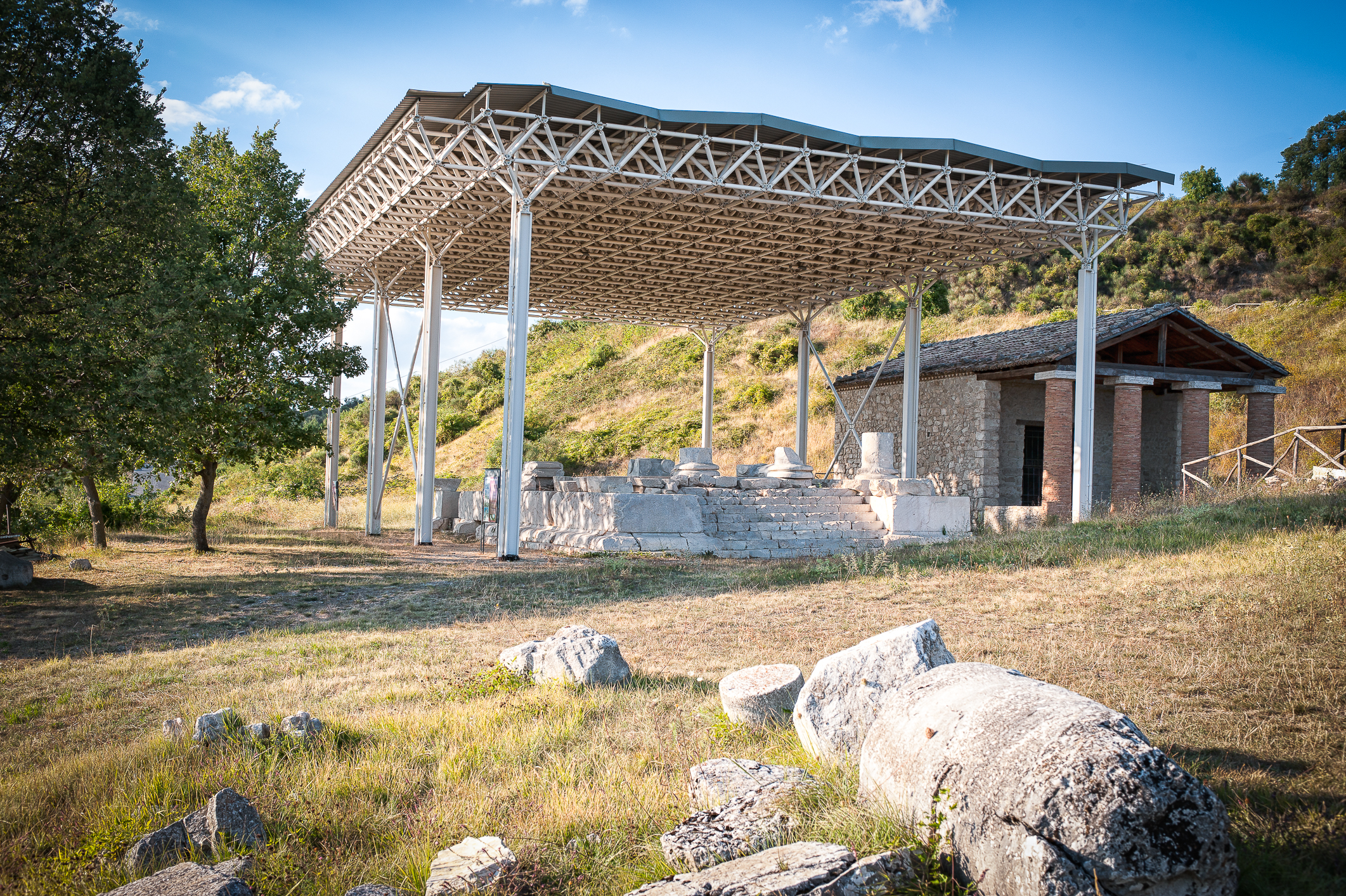
Tempio italico di Schiavi

## Monumenti e luoghi d'interesse

### Architetture religiose
Chiesa di San Maurizio
La chiesa di San Maurizio si trova nel borgo antico; di origini medievali è stata ristrutturata nel XIX secolo. Si conserva la cantoria lignea di Francesco d'Onofrio.

### Altre chiese
- Monastero di Santa Maria in Valle Rotana: dell'XI secolo, era in località Badia. Già nel XVIII secolo era in rovina e alcune lapidi sono state rimontate presso la nuova chiesa di Santa Maria in Badia;
- Ex chiesa di Sant'Antonio: risale al XVIII secolo. Avente impianto semplice a capanna, in blocchi squadrati, è usata come centro convegni;
- Ex chiesa Evangelica Valdese: attiva fino alla seconda guerra mondiale, dal 2008 è utilizzata come biblioteca e archivio dell'Archeo Club;
- Chiesa di Santa Teresa del Bambino Gesù (Valloni);
- Chiesa di Santa Rita da Cascia (San Martino);
- Chiesa di San Rocco (Casali);
- Chiesa di San Pietro (Valli);
- Chiesa di Madonna delle Grazie (Badia);
- Chiesa di Sant'Antonio di Padova (Cannavina);
- Chiesa di Santa Maria del Carmine (Taverna);
- Chiesa di San Silvestro Papa (Taverna);
- Chiesa di Madonna del Divino Amore (Cupello);
- Chiesa di San Giovanni Battista (Salce).

### Architetture civili
- Case-mura. Nel centro storico, vi sono delle case con muri a scarpa con archi e sottoportici; molte sono realizzate in pietra calcarea. Non vi è una prova certa dell'esistenza di un castello, ma tuttavia ne rimane una traccia toponomastica in largo Castello. Il centro storico risale circa al XV secolo.

### Altro
- Monumento ai caduti: fu realizzato nel 1920 circa in onore dei 77 caduti e dispersi della prima guerra mondiale, e in seguito venne aggiunta la lapide a memoria dei 44 caduti e dispersi della seconda guerra mondiale.
- Croce agli Eroi caduti delle Forze dell'Ordine, si trova sulle pendici del monte Pizzuto a 1402 m s.l.m.
- Anfiteatro Caduti di Nassiriya, si trova in frazione Taverna, adiacente gli scavi dei Templi Italici, ed è stato costruito nel 1990 circa.
- Fontana di San Rocco, situata dal 1886 nel centro storico.
- Fonte Lattiera, antica fonte situata nella frazione San Martino, dedicata a San Felice[16][17][18].
- Fontana dell'Abbeveratoio

### Siti archeologici
Templi italici
Nella valle si trovano i resti di due templi che risalgono al periodo dell'antichità classica, dal III secolo a.C. circa fino al massimo sviluppo dell'Impero romano. Sono conosciuti come "i templi italici", con riferimento alle popolazioni italiche di cui facevano parte anche i Sanniti. Scavi archeologici dei templi sono stati condotti dal dipartimento dei beni archeologici della regione Abruzzo.
- Scavi Archeologici Badia-Taverna-Monte Pizzuto, siti Protostorici, Neolitici ed Enolitici, della prima età del ferro;
- Acquedotto Romano e Villa Romana, nelle adiacenze del monte Pizzuto.

## Società

### Evoluzione demografica
La popolazione nel 1861 raggiungeva i 3 657 abitanti. Come le altre regioni rurali dell'Italia meridionale, il paese fu coinvolto dall'emigrazione di massa tra il 1861 e il 1914, che portò a un declino dell'economia agricola. La popolazione arrivò a un picco di 4 526 abitanti nel 1961; è poi vistosamente scesa a causa della forte emigrazione dal paese verso altre aree del Paese e l'estero durante gli anni del cosiddetto boom economico.
Abitanti censiti

### Lingue e dialetti
Il dialetto del paese è conosciuto come "schiavese" e fa parte del sistema dei dialetti meridionali intermedi.

### Tradizioni e folclore
Tra le tradizioni del paese vi sono i "Mazzoroni", tipiche maschere di carnevale e il ballo tradizionale tipico dell'Alto vastese e del Molise detto "Spallata". In estate vi si svolge la rassegna musicale e culturale Schiavi della Musica.

## Cultura

### Musei
- Museo archeologico, vi sono custoditi i ritrovamenti di oggetti di epoca sannita e il teschio di una giovane donna sannita;
- Museo delle tradizioni contadine, vi sono custoditi attrezzi e foto d'epoca.

### Cucina
Uno dei piatti tipici sono le sagne appezzate, un tipo di pasta dalla forma romboidale.

## Infrastrutture e trasporti

### Strade
Il comune è interessato dalla strada statale 650 di Fondo Valle Trigno, tramite lo svincolo denominato Schiavi di Abruzzo.

### Mobilità urbana
I trasporti interurbani di Schiavi di Abruzzo vengono svolti con autoservizi di linea gestiti da Dicarlobus.

## Amministrazione
| Periodo          | Periodo        | Primo cittadino     | Partito                     | Carica  | Note |
| ---------------- | -------------- | ------------------- | --------------------------- | ------- | ---- |
| 11 giugno 1985   | 9 giugno 1990  | Giuseppe Cirulli    | Partito Comunista Italiano  | Sindaco |      |
| 13 giugno 1990   | 24 aprile 1995 | Luciano Piluso      | Partito Socialista Italiano | Sindaco |      |
| 24 aprile 1995   | 14 giugno 2004 | Luciano Piluso      | Lista civica                | Sindaco |      |
| 30 novembre 2004 | 8 giugno 2009  | Piero Paolo Sciarra | Lista civica                | Sindaco |      |
| 8 giugno 2009    | in carica      | Luciano Piluso      | Lista civica                | Sindaco |      |